# Quyền LGBT ở Ecuador
Quyền đồng tính nữ, đồng tính nam, song tính và chuyển giới ở Ecuador có thể phải đối mặt với một số thách thức pháp lý mà những người không phải LGBT không gặp phải. Cả hai hoạt động tình dục đồng giới nam và nữ đều hợp pháp trong Ecuador, nhưng các cặp vợ chồng và hộ gia đình đồng giới do các cặp đồng giới đứng đầu không đủ điều kiện cho tất cả các biện pháp bảo vệ pháp lý tương tự dành cho các cặp vợ chồng khác giới.
Năm 1998, Ecuador trở thành một trong những quốc gia đầu tiên trên thế giới cấm hiến pháp phân biệt đối xử dựa trên khuynh hướng tình dục. Kể từ năm 2008, kết hợp dân sự với tất cả các quyền của hôn nhân (trừ việc nhận con nuôi) đã có sẵn cho các cặp đồng giới. Ngoài ra, người chuyển giới theo Luật nhận dạng giới tính năm 2016 có thể thay đổi giới tính hợp pháp chỉ dựa trên quyền tự quyết, mà không trải qua phẫu thuật. Ecuador cũng là một trong số ít các quốc gia trên thế giới đã cấm liệu pháp chuyển đổi.
Hiến pháp của Ecuador quy định rằng hôn nhân sẽ chỉ là giữa nam và nữ. Vào năm 2013, nhà hoạt động đồng tính Pamela Troya đã đệ đơn kiện để bác bỏ lệnh cấm đó và hợp pháp hóa hôn nhân đồng giới ở nước này. Vụ kiện hiện vẫn đang chờ xử lý với Tòa án Tối cao và tập trung chủ yếu vào phán quyết của Tòa án Nhân quyền liên Mỹ Atala Riffo and Daughters v. Chile. Vụ án  Atala  đã khiến lệnh cấm hôn nhân đồng giới ở Mexico bị đánh sập và Chính phủ Chile cam kết hợp pháp hóa hôn nhân đồng giới. Ngoài ra, vào tháng 1 năm 2018, Tòa án Nhân quyền Liên Mỹ phán quyết rằng hôn nhân đồng giới là quyền của con người được bảo vệ bởi Công ước châu Mỹ về Nhân quyền, càng gây thêm áp lực đối với Chính phủ Ecuador và Tòa án Tối cao hợp pháp hóa hôn nhân đồng giới.

## Công nhận mối quan hệ đồng giới
Điều 67 của Hiến pháp Ecuador được thông qua năm 2008 đã giới hạn hôn nhân với sự kết hợp của một người đàn ông và một người phụ nữ. Tuy nhiên, điều 68 quy định rằng các cặp đồng giới trong các công đoàn ổn định và một vợ một chồng sẽ được hưởng các quyền và nghĩa vụ như các cặp vợ chồng, ngoại trừ việc nhận con nuôi.
Sự kết hợp ổn định và một vợ một chồng giữa hai người mà không có bất kỳ mối quan hệ hôn nhân nào khác có nhà chung, trong thời gian và theo các điều kiện và hoàn cảnh theo quy định của pháp luật, sẽ được hưởng các quyền và nghĩa vụ tương tự của các gia đình bị ràng buộc bởi chính thức quan hệ hôn nhân.
Dựa trên Điều 68, kết hợp dân sự đối với các cặp đồng giới là hợp pháp ở Ecuador.
Vào năm 2013, nhà hoạt động đồng tính Pamela Troya đã đệ đơn kiện để bãi bỏ lệnh cấm kết hôn đồng giới ở Ecuador và hợp pháp hóa hôn nhân đồng giới ở nước này. Vụ kiện hiện đang chờ xử lý với Tòa án Tối cao.

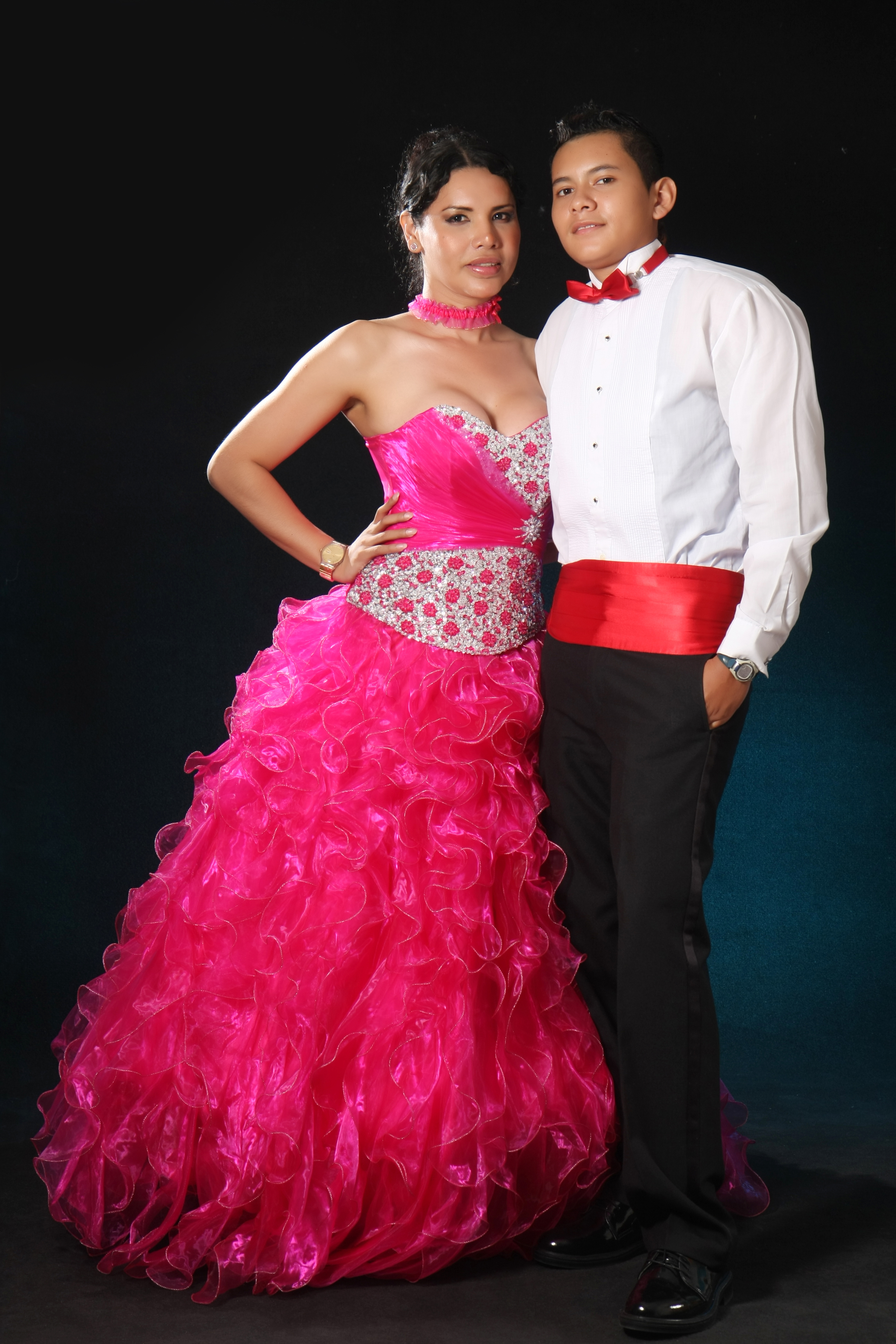
Diane Rodríquez và đối tác của cô là Nicolás Guamanquispe (ảnh) đã trở thành một trong những cặp vợ chồng đầu tiên đăng ký một liên minh dân sự ở Ecuador.

Vào tháng 8 năm 2014, Tổng thống Rafael Correa đã ký một nghị quyết cho phép các cặp đồng giới đăng ký liên minh. Nó cũng cho phép các công đoàn dân sự được đăng ký như một dữ liệu bổ sung cho tình trạng hôn nhân và tạo ra một đăng ký đặc biệt cho các cặp này. Lệnh có hiệu lực vào ngày 15 tháng 9. Vào tháng 4 năm 2015, Quốc hội đã phê chuẩn sửa đổi Bộ luật Dân sự quy định các đoàn thể dân sự thành luật theo luật định và xóa yêu cầu về bằng chứng chung sống trong ít nhất hai năm.

### Phán quyết của Tòa án Nhân quyền Liên Mỹ 2018
Vào tháng 1 năm 2018, Tòa án Nhân quyền Liên Mỹ (IACHR) đã ra phán quyết rằng Công ước Mỹ về Nhân quyền bắt buộc và yêu cầu công nhận hôn nhân đồng giới. Phán quyết này hoàn toàn ràng buộc đối với Costa Rica và tạo tiền lệ ràng buộc cho các quốc gia Mỹ Latinh và Caribbean khác bao gồm cả Ecuador.
Vào tháng 5 năm 2018, Tòa án Tối cao Ecuador đã ra phán quyết ủng hộ một cặp đồng tính nữ tìm cách đăng ký con gái với Cơ quan đăng ký dân sự (xem bên dưới). Trong phán quyết, Tòa án Tối cao cũng tuyên bố rằng phán quyết của IACHR hoàn toàn ràng buộc đối với Ecuador.
Theo phán quyết của IACHR, tổ chức rằng hôn nhân đồng giới là quyền của con người, hai cặp đồng giới đã đến Cơ quan đăng ký dân sự ở Cuenca, xin giấy phép kết hôn. Sau khi cả hai bị từ chối vì không phải là một cặp vợ chồng khác giới, họ đã đệ đơn kiện lên tòa án cho rằng việc từ chối công nhận hôn nhân của họ là phân biệt đối xử, vi hiến và vi phạm Công ước Nhân quyền châu Mỹ. Dựa vào phán quyết của IACHR, hai thẩm phán gia đình đã ra phán quyết có lợi cho các cặp vợ chồng vào ngày 29 tháng 6 năm 2018. Các thẩm phán đã ra lệnh cho Cơ quan đăng ký dân sự bắt đầu đăng ký kết hôn đồng giới. Tuy nhiên, Cơ quan đăng ký dân sự đã tuyên bố ý định kháng cáo quyết định này.
Vào ngày 28 tháng 7 năm 2018, chủ tịch của Tòa án Tối cao, Alfredo Ruiz, nói rằng đa số các thẩm phán ủng hộ việc hợp pháp hóa hôn nhân đồng giới, và xác nhận rằng Tòa án sẽ bỏ phiếu để hợp pháp hóa nó.

## Chống phân biệt đối xử
Năm 1998, Ecuador trở thành quốc gia đầu tiên trong Châu Mỹ (và chỉ là thứ ba trên toàn thế giới sau Nam Phi và Fiji) để bao gồm xu hướng tình dục như là một phạm trù được bảo vệ trong Hiến pháp của nó.
Ecuador bao gồm cả xu hướng tính dục và bản dạng giới trong việc cấm hiến pháp chống phân biệt đối xử. Bản dịch tiếng Anh không chính thức của Điều 11 (2) nêu rõ:
Tất cả mọi người đều bình đẳng và sẽ được hưởng các quyền, nghĩa vụ và cơ hội như nhau. Không ai bị phân biệt đối xử vì lý do dân tộc, nơi sinh, tuổi, giới tính, bản sắc giới tính, bản sắc văn hóa, dân sự, ngôn ngữ, tôn giáo, tư tưởng, quan hệ chính trị, hồ sơ pháp lý, điều kiện kinh tế xã hội, tình trạng di cư, tình dục định hướng, tình trạng sức khỏe, người mang HIV, khuyết tật, khác biệt về thể chất hoặc bất kỳ đặc điểm phân biệt nào khác, dù là cá nhân hay tập thể, tạm thời hoặc vĩnh viễn, có thể nhằm mục đích hoặc dẫn đến giảm bớt hoặc hủy bỏ công nhận, hưởng thụ hoặc thực thi quyền. Tất cả các hình thức phân biệt đối xử đều bị pháp luật trừng phạt. Nhà nước sẽ áp dụng các biện pháp hành động khẳng định nhằm thúc đẩy sự bình đẳng thực sự vì lợi ích của những người có quyền đang trong tình trạng bất bình đẳng.
Vào năm 2015, một cuộc cải cách luật lao động đã khiến cho người sử dụng lao động phân biệt đối xử với mọi người do xu hướng tính dục của họ.
Vào tháng 6 năm 2018, Bộ Tư pháp đã phê duyệt một chính sách mới liên quan đến quyền của người LGBT. Chính sách này nhằm đảm bảo và tăng cường các quyền của họ liên quan đến sức khỏe, giáo dục, công việc, an ninh, bảo trợ xã hội và công lý.

## Liệu pháp chuyển đổi
Vào tháng 11 năm 2011, một nhóm hoạt động người Ecuador, đã gọi Fundación Causana, đã bắt đầu một bản kiến nghị trên Change.org để kêu gọi Bộ trưởng Bộ Y tế Ecuador đóng cửa hơn 200 "phòng khám đồng tính cũ". Nhóm này tuyên bố rằng các phòng khám lạm dụng và tra tấn bệnh nhân trong nỗ lực "chữa bệnh đồng tính luyến ái".
Các phòng khám chủ yếu nhắm mục tiêu đồng tính nữ và hoạt động dưới vỏ bọc là trung tâm cai nghiện ma túy. Ít nhất một cặp cha mẹ đã phát hiện ra sự lạm dụng và yêu cầu phòng khám thả con gái của họ, Paola Ziritti, nhưng bị từ chối. Ziritti cuối cùng đã được thả ra sau hai năm bị giam cầm và là người đầu tiên đưa ra khiếu nại chính thức đối với các phòng khám.
Do đó, các nhà hoạt động kêu gọi Chính phủ đóng cửa các phòng khám, nhưng đến tháng 8 năm 2011, chỉ có 27 đã bị đóng cửa, trong khi một phòng khám được báo cáo là 207 vẫn mở.
Vào ngày 23 tháng 1 năm 2012, bản kiến nghị Change.org đã được đóng lại và được đánh dấu là thành công với 113.761 chữ ký quốc tế. Bản kiến nghị cũng được cập nhật với một tuyên bố từ cách đọc Fundacion Causana,
Sau mười năm phản đối kịch liệt, quốc gia Ecuador - thông qua Bộ Y tế Công cộng - đã đưa ra một cam kết với các tổ chức dân sự và xã hội nói chung để giải mã niềm tin rằng đồng tính luyến ái là một căn bệnh và bắt nguồn từ việc sử dụng tra tấn trong các phòng khám này. Chúng tôi gửi lời cảm ơn đến tất cả những người đàn ông và phụ nữ đã ký thỉnh nguyện thư của chúng tôi. Thật là vô giá khi có sự hỗ trợ này trong việc bắt đầu thay đổi thực tế này.
Bộ trưởng Bộ Y tế Carina Vance Mafla đã ra lệnh ngay sau đó ba phòng khám bị đột kích ở vùng lân cận thủ đô Quito và giải cứu hàng chục phụ nữ.
Do đó, Điều 151 Bộ luật Hình sự đã được thay đổi vào năm 2014 để cấm liệu pháp chuyển đổi, đánh đồng nó để tra tấn. Những người thực hiện pseudosellectific bị trừng phạt với bảy đến mười năm tù.

## Bảng tóm tắt
| Hoạt động tình dục đồng giới hợp pháp                                                                                       | (Từ năm 1997)                        |
| Độ tuổi đồng ý | (Từ năm 1997)                        |
| Luật chống phân biệt đối xử chỉ trong việc làm                                                                              | (Từ năm 1998)                        |
| Luật chống phân biệt đối xử trong việc cung cấp hàng hóa và dịch vụ                                                         | (Từ năm 1998)                        |
| Luật chống phân biệt đối xử trong tất cả các lĩnh vực khác (bao gồm phân biệt đối xử gián tiếp, ngôn từ kích động thù địch) | (Từ năm 1998)                        |
| Hôn nhân đồng giới | (Từ năm 2019)                        |
| Công nhận các cặp đồng giới                                                                                                 | (Từ năm 2008)                        |
| Công nhận nhận con nuôi cho người độc thân bất kể xu hướng tình dục                                                         | Yes                                  |
| Con nuôi của các cặp vợ chồng đồng giới                                                                                     | (Đề xuất)                            |
| Con nuôi chung của các cặp đồng giới                                                                                        | (Hiến pháp cấm từ năm 2008, đề xuất) |
| Người LGBT được phép phục vụ công khai trong quân đội                                                                       | [ 21 ]                               |
| Quyền thay đổi giới tính hợp pháp                                                                                           | Yes                                  |
| Nhận dạng giới tính trong chứng minh thư                                                                                    | (Từ năm 2016)                        |
| Làm cha mẹ tự động cho cả hai vợ chồng sau khi sinh                                                                         | (Từ năm 2018)                        |
| Truy cập IVF cho đồng tính nữ                                                                                               | No                                   |
| Liệu pháp chuyển đổi bị cấm                                                                                                 | (Từ năm 2014)                        |
| Mang thai hộ thương mại cho các cặp đồng tính nam                                                                           |                                      |
| NQHN được phép hiến máu |                                      |